# Back into My Life
Back into My Life è un singolo del gruppo musicale inglese UFO. Fu pubblicato nel 1982 in due edizioni: quella statunitense, con lato B You'll Get Love e quella italiana, con lato B Let It Rain.
La title track Back into My Life, al contrario dei singoli precedenti (e di quelli successivi), presenta delle sonorità più leggere, tanto da essere classificata come brano pop rock.

## Tracce

### Back into My Life/You'll Get Love
Lato A
1. Back into My Life – 4:10 (Way, Mogg)

Lato B
1. You'll Get Love – 3:10

### Back into My Life/Let It Rain
Lato A
1. Back into My Life – 4:56 (Way, Mogg)

Lato B
1. Let It Rain – 4:01 (Neil Carter, Way, Mogg)